# Le Secret d'une mère (film, 1926)
Pour les articles homonymes, voir Le Secret d'une mère.
Pour plus de détails, voir Fiche technique et Distribution.
Le Secret d'une mère est un film muet français en noir et blanc réalisé par Georges Pallu et sorti en 1926. Il s'agit d'une adaptation du roman Abandonné! d'Eugène Barbier, publié en 1924.

## Fiche technique
- Réalisation : Georges Pallu
- Scénario : d'après le roman Abandonné! d'Eugène Barbier
- Production : Isis-Film (Paris)
- Photographie : Ganzli Walter
- Décorateur : Gaston David
- Date de sortie : 1926

## Distribution
- Pierre Batcheff : Marcel Vincent
- Marise Maïa : Denise Louvreuil
- Fabrice : Louvreuil
- Varvara Yanova : Juliette Gervais
- Olga Noël : Marie
- Alice Desvergers
- Roger Piquard
- Millaud